# Cedrelinga cateniformis
Genre
Espèce
Cedrelinga cateniformis est une espèce de plantes à fleurs dicotylédones de la famille des Fabaceae, sous-famille des Mimosoideae. C'est un arbre originaire d'Amérique du Sud. C'est l'unique espèce acceptée du genre Cedrelinga (genre monotypique).

## Description
C'est un arbre pouvant atteindre 40 mètres de haut et 1,8 mètre de diamètre, exploités pour leur bois commercialisé sous le nom de tornillo.
Cet arbre imposant est dit arbre émergent, par exemple dans le parc national Yasuni, car avec ses 40 m de haut (voire plus), il domine la forêt et sa canopée de 25-30 m.

## Synonymes
Selon The Plant List (18 novembre 2018) :
- Cedrelinga catenaeformis (Ducke) Ducke
- Piptadenia catenaeformis Ducke
- Piptadenia cateniformis Ducke[4]
- Pithecellobium catenaeformis (Ducke) Cardenas